# Acid periodic
Acidul periodic este un acid anorganic tare al iodului cu formula chimică HIO4. Sărurile acestui acid se numesc periodați. Denumirea sa nu provine de la perioadă, ci de la iod (similar cu acid percloric). Există două tipuri: acidul în sine, metaperiodic și acidul ortoperiodic H5IO6. 
Într-o soluție diluată, acidul periodic există sub forma ionilor H+ și IO4−. Dacă se concentrează prea mult soluția, se obține acidul ortoperiodic. Acesta se mai poate obține și sub formă cristalină. Acidul ortoperiodic poate fi deshidratat, devenind acid metaperiodic. Încălzirea excesivă poate duce la formarea pentaoxidului de iod, I2O5 și a oxigenului.
Poate oxida diolii vicinali.